# 许勒
许勒是德国莱茵兰-普法尔茨州的一个市镇。总面积4.36平方公里，总人口336人，其中男性166人，女性170人（2011年12月31日），人口密度77人/平方公里。